# Razlog Cove
Die Razlog Cove (englisch; bulgarisch Разложки залив Rasloschki saliw) ist eine 2 km breite und 1,5 km lange Bucht an der Nordküste von Greenwich Island im Archipel der Südlichen Shetlandinseln. Sie liegt zwischen der Artschar-Halbinsel im Süden und Express Island im Nordosten. Ihre Einfahrt wird durch den Duff Point und den nördlichen Ausläufer von Express Island begrenzt.
Die bulgarische Kommission für Antarktische Geographische Namen benannte sie 2005 nach der Stadt Raslog im Südwesten Bulgariens.